# Louis Strauss
Louis Strauss (Brussel, 26 november 1844 - Antwerpen, 30 oktober 1926) was een Belgisch politicus voor de Liberale Partij.

## Levensloop
Strauss promoveerde tot licentiaat economische wetenschappen en werd eerst consulair vertegenwoordiger van België. De wetenschap die hij in de Verenigde Staten, Canada en China had opgedaan, deelde hij mee in publicaties die hij aan die landen wijdde. Na zijn terugkeer in België werd hij journalist en stichtte hij het tijdschrift La Vie économique en andere liberale dagbladen. Hij was betrokken bij heel wat studies over economische problemen of commerciële expansie. Hij werd voorzitter van de Hoge Raad voor de industrie en de handel.
Hij werd gemeenteraadslid van Antwerpen als kandidaat van de liberale arbeidersbond en was er van 1907 tot 1921 schepen van sociale zaken. Tegen het einde van de Eerste Wereldoorlog werd hij samen met Louis Franck opgepakt en naar Duitsland gedeporteerd. Daar verbleven ze in de gevangenis van Bonn. Bij de eerste naoorlogse wetgevende verkiezingen van november 1919 werd hij verkozen tot liberaal volksvertegenwoordiger voor het arrondissement Antwerpen en hij vervulde dit mandaat tot aan zijn dood. Hij werd de ouderdomsdeken van de Kamer.
Bij de lokale verkiezingen van 10 oktober 1926 insinueerde het Katholieke propagandamateriaal dat hij een oorlogswoekeraar was, wat bevestigd wordt in het dagboek van Louis Franck. Zo verhaalt Franck onder meer dat Strauss hem vertelde dat de Duitsers hem 400 kg aardappelen als staal van de Luxemburgse oogst hadden gezonden voor het geval dat Antwerpen uit Luxemburg zou bevoorraad moeten worden. Hoewel het afgesproken gewicht één zak (100 kg) was, hadden vier stellen tegelijk de opdracht uitgevoerd. Strauss had die vier zakken aanvaard en behouden en ze voor zijn persoonlijk gebruik bestemd, ook al had hij ze als schepen en leider van de bevoorradingsdienst ontvangen.

## Publicaties
- Le Zollverein, Brussel, 1864.
- Les États-Unis. Renseignements historiques, renseignements géographiques, Brussel, 1867.
- Le Canada au point de vue économique, Brussel, 1867.
- La Californie, Brussel, 1870.
- La Chine, son histoire, ses ressources, Brussel, 1874.
- Les doctrines sociales du XIXe siècle. Critique du cours de Mr. E. Vandervelde, Antwerpen, 1893.
- Le protectionisme agraire en Belgique, 1896.
- Le port d'Anvers, 1907.
- Le développement commercial de la Belgique, 1906.